# Republican Girls 2013
Il Republican Girls 2013 è stato un torneo di tennis facente parte della categoria ITF Women's Circuit nell'ambito dell'ITF Women's Circuit 2013. Il torneo si è giocato a Istanbul in Turchia dal 28 ottobre al 3 novembre 2013 su campi in cemento indoor e aveva un montepremi di $25,000.

## Vincitrici

### Singolare
Ksenija Pervak ha battuto in finale  Anhelina Kalinina con il punteggio di 6–0, 7–5

### Doppio
Çağla Büyükakçay /  Pemra Özgen hanno battuto in finale  Sofia Shapatava /  Anastasіja Vasyl'jeva con il punteggio di 6–3, 6–2